# Гімназія Готліба Валькера

Оголошення про набір учнів в гімназію Валькера

Гімназія Готліба Валькера — приватний навчальний заклад, що існував у Києві з 1896 по 1909 роки.

## Історія
Приватна гімназія Готліба Андрійовича Валькера діяла в Києві з 1896 року по вул. Новоєлизаветінській, 14-А (тепер вул. Євгена Чикаленка, 40) в будинку Фрідріха Міхельсона. У 1899 році  Міхельсон побудував чотирьохповерхове приміщення для гімназії і реального училища Валькера на вулиці Тимофіївській (теперішній вул. Михайла Коцюбинського, 12).  У 1909 році (після смерті Валькера) обидва навчальні заклади отримали статус державних і стали відповідно (Сьомою міською гімназією і Другим реальним училищем) і  розмістилися у спеціально спорудженому флігелі у дворі (тепер вул. Михайла Коцюбинського, 12Б).
- Влітку 1896 року Валькер оголосив про набір до 4-класної прогімназії, а у вересні навчальний заклад розпочав свою діяльність.
- 1898 року Валькер починає клопотати про розширення прогімназії до шестикласної гімназії, а також про відкриття реального відділення з подальшим присвоєнням йому статусу реального училища.
- 1902 року надходить дозвіл на перетворення прогімназії в шестикласну «з правами» та офіційний статус шестикласного реального училища.
- У грудні 1903 року приватний навчальний заклад Валькера отримує статус восьмикласної гімназії з відповідними правами
- У грудні 1905-го було дозволено відкриття сьомого (останнього) класу при реальному училищі[1].

За свідченням дослідника київської старовини Михайла Кальницького, заклад мав репутацію «школи для відчайдушних» і славився хуліганськими акціями.
У приміщенні гімназії зараз знаходиться спеціалізована школа № 135.

## Викладачі
- настоятель Києво-Либідської Троїцької церкви, протоєрей Митрофан Григорович Вишемирський  (Закон Божий),
- професор Київського університету Святого Володимира Йосиф Андрійович Леціус (латина та антична філологія),
- професор Київського університету Святого Володимира Адольф Ізраілович Сонні (грецька мова та давньогрецька література),
- професор російської історії Київського університету Святого Володимира Митрофан Вікторович Довнар-Запольский (історія),
- професор Київського університету Святого Володимира Василій Юрійович Чаговець (природничі науки).

## Випускники
Тут навчалися такі діячі української культури й науки, як скульптори Олександр Архипенко та Іван Кавалерідзе, піаніст Володимир Горовиць, вчений-помолог Володимир Симиренко, ембріолог Борис Балінський, композитор Лев Ревуцький.